# Titulair bisdom Unizibira
Het bisdom Unizibira (Latijn: Dioecesis Unizibirensis of Unuzibirensis) is een titulair bisdom van de Rooms-Katholieke Kerk. Het bisdom lag in de Romeinse provincie Byzacena, pakweg de huidige regio Sahel in het zuiden van Tunesië. Het titulair bisdom werd ingesteld in 1933.
Moderne houders van de titel waren:
- Pius Bonaventura Dlamini F.F.J., hulpbisschop van Mariannhill in Zuid-Afrika (14 december 1967 - 13 september 1981)
- Rémy Vancottem, hulpbisschop van Mechelen-Brussel, verantwoordelijk voor het vicariaat Waals-Brabant (15 februari 1982 - 20 mei 2010)
- Agapitus Enuyehnyoh Nfon, hulpbisschop van Bamenda (8 april 2011 - ...)